# 前228年
| 千纪： | 前1千纪 |
| 世纪： | 前4世纪 \| 前3世纪 \| 前2世纪                                                                                         |
| 年代： | 前250年代 \| 前240年代 \| 前230年代 \| 前220年代 \| 前210年代 \| 前200年代 \| 前190年代                               |
| 年份： | 前233年 \| 前232年 \| 前231年 \| 前230年 \| 前229年 \| 前228年 \| 前227年 \| 前226年 \| 前225年 \| 前224年 \| 前223年 |
| 纪年： | 秦王政十九年；齐王建三十七年；楚幽王十年；趙幽繆王八年；魏景湣王十五年；燕王喜二十七年；衛君角十四年                  |

## 大事记
- 趙幽繆王殺李牧
- 秦滅趙之戰，秦國攻陷趙國國都邯鄲，以其地置邯鄲郡，趙幽繆王投降。趙公子嘉自立為代王。
- 楚幽王薨，國人立其弟郝。三月，郝庶兄（或为郝叔父）楚王負芻殺之，自立。
- 魏景湣王薨，子魏王假立。

## 逝世
- 哈米爾卡·巴卡，迦太基將軍、政治家，迦太基在西班牙的開拓者，漢尼拔之父。
- 李牧，戰國四大名將。
- 楚幽王，戰國楚王。
- 魏景湣王，戰國魏王。